# 大上海時代廣場

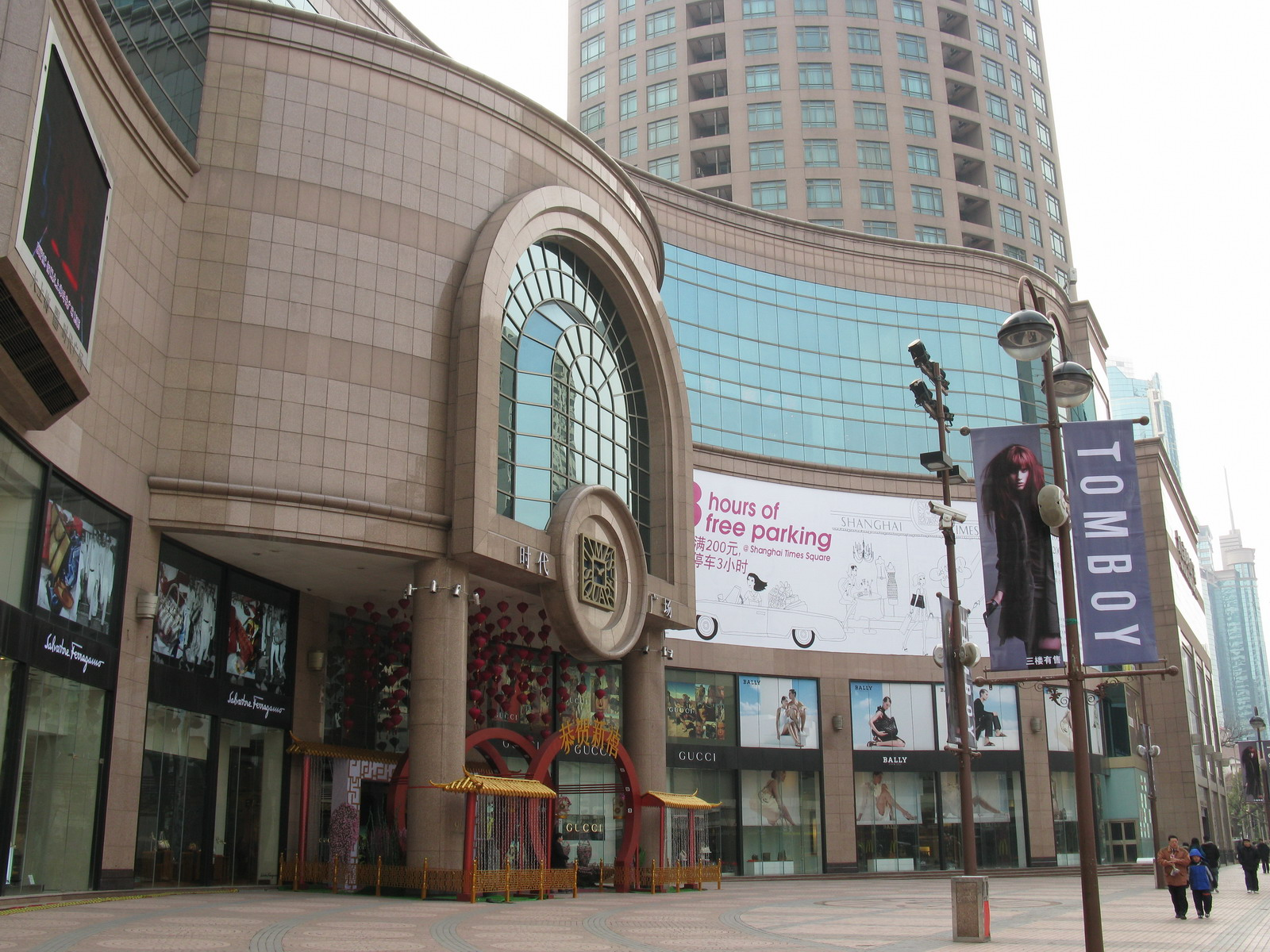
大上海時代廣場位於淮海中路正門入口

大上海時代廣場位於上海黄浦区淮海中路93-111號，建於淮海公園側，是一間綜合性商業物業，由香港九龍倉集團投資興建。設有30層辦公室及26層酒店式服務公寓，總建築面積10.9萬平方米，樓高30層，3層地庫。2000年落成。
商場設有連卡佛百貨公司、及Esprit等店舖。正門外的露天廣場佔地1600平方米，設有鐘樓及巨型室外數碼電視幕牆，每年12月31日仿傚美國紐約及香港時代廣場，在廣場上舉行「蘋果倒計時」新年慶祝活動。周星馳的電影《少林足球》曾在門外露天廣場拍攝。

## 翻新工程
大上海時代廣場于2012年5月起暂时停业，并开始整過商场的装修改造工程，工程於2013年10月完工。完工後設全国最大的連卡佛百貨公司，面积达14000平方米，共四层：一层化妆品、二层女装鞋履和配饰、三层女装、四层男装及配饰。地庫為高級生活百貨店Citysuper，於12月20日正式運作。

## 交通
停車場分兩層，提供超過300個泊車位。
- 上海轨道交通
  - 1号线、14号线︰一大会址·黄陂南路站

## 外部連結
- 大上海時代廣場官方网站 （页面存档备份，存于）
- 年度狂欢盛典 2006苹果倒计时正式启动 （页面存档备份，存于）